# Наташа Павловић (водитељка)
Наташа Павловић (рођ. Стојчевић; Загреб, 2. мај 1975) српска је телевизијска водитељка и манекенка.

## Биографија
Павловићева је рођена 2. маја 1975. године у Загребу. Са 16 година се преселила у Београд. Завршила је туризам. Радила је као манекенка у земљи и иностранству и била је модни кореограф у модној агенцији Select.
Водила је телевизијске емисије као што су Да Вас чујемо, Теле квиз, Срећни телефони, Плесом до снова, Храбри људи, Шоу снова и Фантастик шоу. Од 2016. године, она је водитељка ауторске емисије Практична жена.